# How Big, How Blue, How Beautiful
How Big, How Blue, How Beautiful es el tercer álbum de estudio de la banda británica Florence and the Machine. Se estrenó el 29 de mayo de 2015, en Alemania y el 1 de junio de 2015 en el Reino Unido a través de Island Records. Es el primer álbum de estudio de la banda en tres años y medio y fue producido por Markus Dravs. Paul Epworth produjo el tema que cierra el álbum «Mother».
Tuvo un cortometraje llamado "The Oddysey", la cual tiene escenas grabadas en la hacienda de San Pedro Ochil en Yucatán, México.

## Antecedentes
En 2011, la banda lanzó su segundo álbum, Ceremonials, que alcanzó el número uno en las listas británicas y el número seis en el conteo estadounidense Billboard 200. El álbum incluía la canción "Spectrum (Say My Name)" que fue remezclado por el músico escocés Calvin Harris y se convirtió en el primer hit número uno de la banda en Reino Unido.
A mediados de 2012, se anunció que Universal Republic Records iba a ser desintegrada, moviéndo todos los artistas incluyendo a Florence and the Machine con Republic Records haciendo que la propia vuelva a revivir. A finales de agosto de 2012, la cantante Florence Welch dijo a la revista Style que planea tomarse una pausa de doce meses antes de empezar a trabajar en el próximo álbum de estudio de la banda, diciendo: "Hay un gran plan, tomarse un año sabático. La compañía discográfica no ha puesto ninguna presión sobre mí para el próximo álbum. Ellos han dicho que puedo tener todo el tiempo que yo quiera para hacerlo."
En una entrevista con Zane Lowe, Welch dijo que durante el tiempo de descanso, sufría "un poco de un ataque de nervios", y que el tiempo era un poco caótico. "Todavía me iba eso de salir e ir a eventos, pero algo no estaba del todo bien, estaba como dando vueltas. Yo no estaba siendo feliz, no era estable ". Y añadió: "Fue un momento muy vulnerable para mí, cuando empezamos a hacer el disco y debido a eso es el disco más personal que he hecho."

## Composición
En cuanto a los temas del álbum, dijo Welch en un comunicado de prensa, "Supongo que aunque yo siempre he tratado con la fantasía y la metáfora cuando de escritura se trata, eso significaba que las canciones en esta ocasión están tratando mucho más con la realidad en comparación. Ceremonials trataba exclusivamente en "la obsesión con la muerte y el agua, y la idea de escape o trascendencia a través de la muerte", pero el nuevo álbum se convirtió "En tratar de aprender a cómo vivir y cómo amar en el mundo en lugar de tratar de escapar de él" lo cual es atemorizante porque no estoy escondiéndome detrás de cualquier cosa, pero se sentía como algo que tenía que hacer". Welch también dijo a Zane Lowe que el productor Markus Dravs le prohibió escribir más canciones que tratarán sobre el agua; sin embargo, se las arregló para conseguir que "Ship To Wreck" este en el álbum.

## Grabación
El 4 de junio de 2014, Welch dijo a NME que el tercer álbum de estudio de la banda estaba en proceso. El material para el álbum fue escrito y grabado a lo largo de 2014. Welch dijo que quería trabajar con Markus Dravs en el álbum, como él produjo "Homogenic" de Björk (1997), un álbum importante para Welch. "Sentí que tenía el equilibrio de las capacidades orgánicas y electrónicas, la gestión de esos dos mundos. Y ya sabes, él es bueno con los sonidos grandes. Y me gustan los sonidos grandes. Y él es bueno con las trompetas, y yo sabía que quería una sección de metales en este disco" dijo en el comunicado de prensa. "Con Markus, quería hacer algo que fuera grande, pero que tenga dulzura en él, que tenga calidez, que fuera arraigado. Yo creo que por eso nos volvimos más por los instrumentos en vivo. Algo que casi lideraba la banda", añadió. La última canción en la versión estándar del álbum, "Mother", fue producida por Dravs y Paul Epworth.
Los arreglos de bronce en el álbum fueron hechos por Will Gregory del dúo inglés de música electrónica Goldfrapp. Ellos se destacan en la pista que da título al álbum "How Big, How Blue, How Beautiful" "Las trompetas al final de esa canción, que es lo que el amor se siente para mí: una sección de metales sin fin que va al espacio. Y que te lleva con él. Estas tan arriba. Y eso es lo que la música se siente para mí. Lo quieres sólo para derramar sin fin, y es el sentimiento más increíble " añadió Welch.

## Promoción
El 10 de febrero de 2015, Florence and the Machine dio a conocer un video musical que ofrece un fragmento de canción que da título al álbum "How Big, How Blue, How Beautiful" El video, que mostró el baile de Welch con un individuo de aspecto similar, fue dirigido por Tabitha Denholm y Vincent Haycock y sirvió como un prólogo del álbum. La banda fue anunciada como invitado musical de Saturday Night Live el 9 de mayo.
La banda ha sido confirmada para numerosos festivales europeos en el verano de 2015, incluyendo Way Out West en Suecia, Super Bock Super Rock en Portugal y Rock Werchter en Bélgica, entre otros.

### Sencillos
"What Kind of Man" fue lanzado como el primer sencillo del álbum, dos días después. La canción se estrenó en la BBC Radio 1 el 12 de febrero de 2015 a las 7:30 p. m. hora local junto con el anuncio de la fecha de lanzamiento del álbum, título y listado de canciones. El video musical, dirigido por Vincent Haycock y coreografiado por Ryan Heffington se estrenó en línea poco después, junto con la pre-orden del álbum. El 18 de abril de 2015, la canción fue emitida en una limitada edición de vinilo de 12" Record Store Day, con "As Far As I Could Get" lanzado como B-side.
"St. Jude" fue lanzado como el primer sencillo promocional el 23 de marzo de 2015. Un video musical que acompaña la canción fue lanzado el mismo día. Considerado como una continuación del video de "What Kind Of Man", fue también dirigido por Haycock y coreografiado por Heffington y vemos a una Florence Welch "viajando a través de su versión de la Divina comedia."
"Ship to Wreck" fue lanzado el 8 de abril de 2015. El video musical de la canción, también dirigido por Haycock, con coreografía de Heffington y filmada en la propia casa de Florence Welch, fue lanzado el 13 de abril.
Un video que incluye a "Queen of Peace" y "Long & Lost" fue lanzado el 27 de julio de 2015. Sin embargo, no fue anunciado si las canciones van a ser lanzadas como sencillos.

### Rendimiento comercial
En su primera semana de ventas, How Big How Blue How Beautiful encabezó las listas en seis países: Reino Unido, Estados Unidos, Irlanda, Suiza, Australia y Nueva Zelanda. Fue el primer álbum de la banda en llegar a la posición número uno en el Billboard 200 el principal contador de ventas de Estados Unidos superando las 128.000 copias vendidas. En Canadá, el álbum vendió 19.000 en su primera semana en debutar en el número 1.

## Lista de canciones
| N.º | Título                             | Escritor(es)               | Duración |  |
| 1.  | «Ship to Wreck»                    | Florence Welch Kid Harpoon | 3:54     |  |
| 2.  | «What Kind of Man»                 | Welch Harpoon John Hill    | 3:36     |  |
| 3.  | «How Big, How Blue, How Beautiful» | Welch Isabella Summers     | 5:34     |  |
| 4.  | «Queen of Peace»                   | Welch Markus Dravs         | 5:07     |  |
| 5.  | «Various Storms & Saints»          | Welch Dravs                | 4:09     |  |
| 6.  | «Delilah»                          | Welch Summers              | 4:53     |  |
| 7.  | «Long & Lost»                      | Welch Ester Dean           | 3:15     |  |
| 8.  | «Caught»                           | Welch James Ford           | 4:24     |  |
| 9.  | «Third Eye»                        | Welch                      | 4:20     |  |
| 10. | «St Jude»                          | Welch Ford                 | 3:45     |  |
| 11. | «Mother»                           | Welch Paul Epworth         | 5:49     |  |

| Vinyl 7' box set bonus track |                         |              |          |  |
| N.º                          | Título                  | Escritor(es) | Duración |  |
| 12.                          | «As Far as I Could Get» | Welch Ford   | 4:06     |  |

| Deluxe edition bonus tracks |                                                  |               |          |  |
| N.º                         | Título                                           | Escritor(es)  | Duración |  |
| 12.                         | «Hiding»                                         | Welch Ford    | 3:52     |  |
| 13.                         | «Make Up Your Mind»                              | Welch Harpoon | 4:01     |  |
| 14.                         | «Which Witch (Demo)»                             | Welch Summers | 4:19     |  |
| 15.                         | «Third Eye (Demo)» (Demo)                        | Welch         | 4:15     |  |
| 16.                         | «How Big, How Blue, How Beautiful (Demo)» (Demo) | Welch Dravs   | 4:32     |  |

## Personal
Florence and the Machine
- Florence Welch
- Isabella Summers
- Robert Ackroyd
- Christopher Lloyd Hayden
- Tom Monger
- Mark Saunders

Personal técnico
- Markus Dravs – producción.
- Paul Epworth – producción ("Mother").
- Will Gregory – Instrumento de metal.

## Historial de estreno
| Región         | Fecha              | Formatos            | Edición         | Discográfica    |
| -------------- | ------------------ | ------------------- | --------------- | --------------- |
| Alemania       | 29 de mayo de 2015 | CD Descarga digital | Standard Deluxe | Island          |
| Reino Unido    | 1 de junio de 2015 | CD Descarga digital | Standard Deluxe | Island          |
| Estados Unidos | 2 de junio de 2015 | CD Descarga digital | Standard Deluxe | Universal Music |